# Karel Boromej Josef z Lichtenštejna
Karel Boromej Josef princ z Lichtenštejna (německy Karl Borromäus Joseph Prinz von und zu Liechtenstein; 29. září 1730 Vídeň – 21. února 1789 Vídeň) byl rakouský šlechtic, princ z rodu Lichtenštejnů. Od mládí sloužil v císařské armádě a nakonec dosáhl hodnosti polního maršála. Spolu s manželkou Marií Eleonorou patřil k osobním přátelům císaře Josefa II. Byl zakladatelem lichtenštejnské sekundogenitury sídlící na Moravském Krumlově (potomci v roce 1861 dosáhli knížecího titulu, linie vymřela v roce 1908).

## Životopis

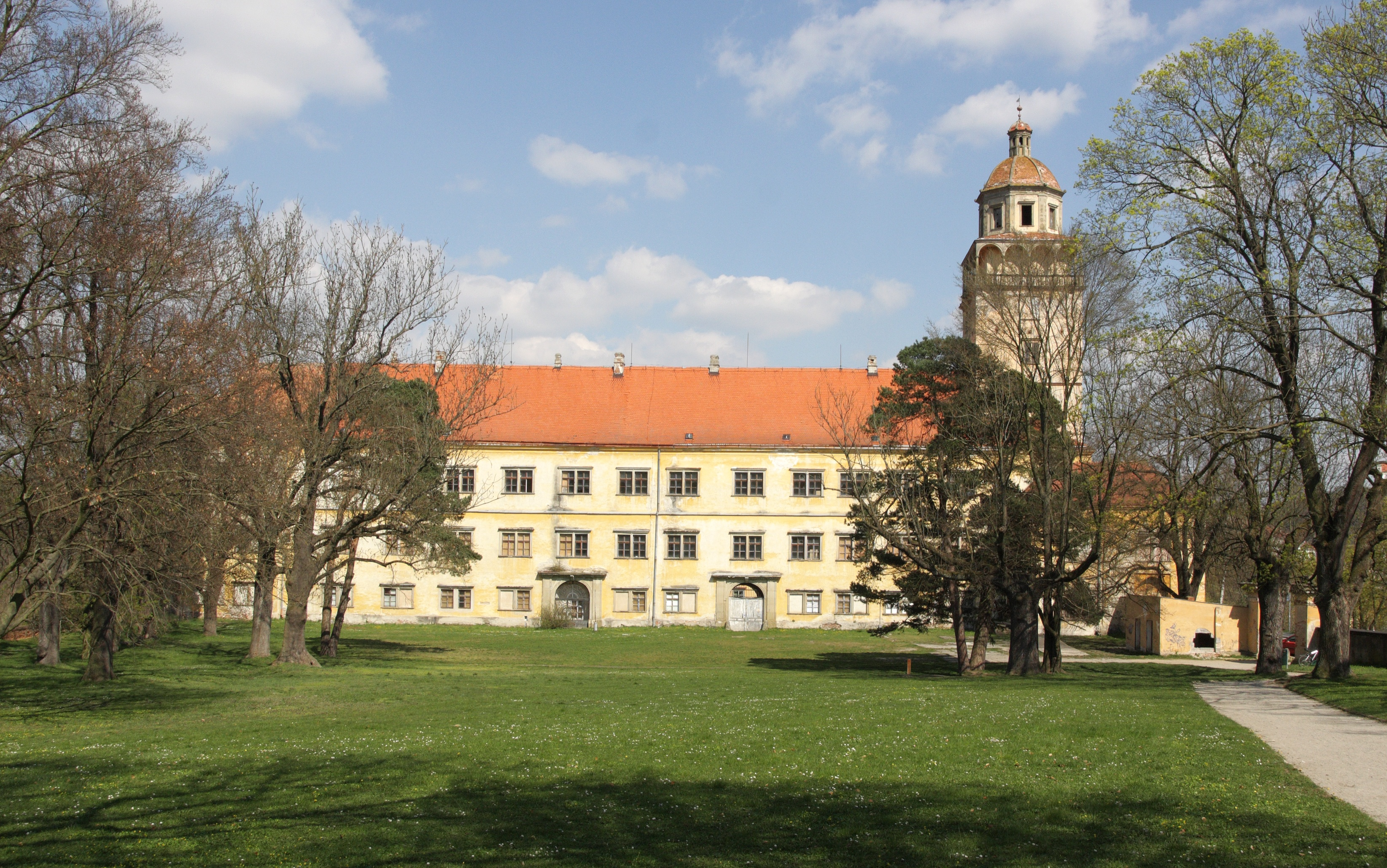
Zámek Moravský Krumlov

Pocházel z knížecí rodiny Lichtenštejnů, narodil se jako druhý syn prince Emanuela z Lichtenštejna a jeho manželky Marie Antonie, rozené z Ditrichštejna. Již od roku 1747 sloužil v armádě, ještě v závěru války o rakouské dědictví dosáhl téhož roku hodnosti podplukovníka pod velením svého strýce Josefa Václava z Lichtenštejna. Na začátku sedmileté války byl již plukovníkem, byl zraněn v bitvě u Liberce (1757), ještě téhož roku se vyznamenal jako velitel jezdectva při obsazení Svídnice a generálem Laudonem byl pověřen zpravit o tomto úspěchu dvůr ve Vídni. V roce 1758 byl povýšen do hodnosti generálního polního vachtmistra (respektive generálmajora) a v roce 1760 dosáhl hodnosti polního podmaršála. Po skončení sedmileté války byl generálním inspektorem jezdectva a zemským velitelem v Dolním Rakousku se sídlem ve Vídni. Byl také císařským komořím a skutečným tajným radou. Z armády byl propuštěn v roce 1770 údajně kvůli obrovským dluhům ve výši 100 000 zlatých, které navršil jako hazardní hráč. Díky intervenci své manželky byl reaktivován, ale získal podružný post velitele v Prešpurku. V roce 1772 získal Řád zlatého rouna. Za války o bavorské dědictví operoval v severních Čechách a opět pod velením generála Laudona blokoval Jindřicha Pruského před vpádem do vnitřních Čech. Za tyto zásluhy byl povýšen do hodnosti generála jezdectva (1779). Znovu byl aktivní za války s Osmanskou říší, v roce 1787 převzal vrchní velení na chorvatských hranicích a zahájil obléhání pevnosti Dubica. V důsledku zpráv o tureckých posilách se nakonec stáhl a začal pracovat na dalším plánu operací proti Turecku. V září 1788 byl povýšen do hodnosti polního maršála, krátce poté ale onemocněl a byl převezen do Vídně, kde také nedlouho poté zemřel. Byl pohřben v Lichtenštejnské hrobce v Moravském Krumlově, kterou téhož roku nechala postavit jeho manželka.
Byl zakladatelem vlastní, tzv. Karlovské linie rodu Lichtenštejnů. Z rodového majetku bylo pro něj vyčleněno panství Moravský Krumlov, které převzal v roce 1772. Měl zájem o rozvoj města, například v roce 1787 vydal cechovní řád. Spolu s manželkou inicioval přestavbu zámku a obnovu přilehlého parku. V roce 1780 navštívil Moravský Krumlov císař Josef II.

## Rodina
Karel Boromej se v roce 1761 oženil s princeznou Marií Eleonorou Oettingen-Spielberg (1745–1812), která byla původně zasnoubena s knížetem Janem Nepomukem ze Schwarzenbergu. Za tímto zasnoubením stála císařovna Marie Terezie, ale kníže Josef Václav z Lichtenštejna prosadil jeho zrušení a sňatek půvabné princezny s jeho synovcem Karlem. Marie Leopoldina byla dámou Řádu hvězdového kříže a v roce 1764 zdědila panství Velké Meziříčí, kde často a ráda pobývala. Později patřila k předním osobnostem císařského dvora a byla důvěrnicí Josefa II.
Ze svazku se narodilo sedm dětí:
- 1. Marie Josefa (4. 12. 1763 Vídeň – 23. 9. 1833 tamtéž), dáma Řádu hvězdového kříže, ∞ 1781 Jan Nepomuk hrabě z Harrachu (17. 5. 1756 Vídeň – 11. 4. 1829 tamtéž), c. k. komoří, říšský dvorský rada, rytíř Řádu zlatého rouna, majitel velkostatků Jilemnice a Janovice
- 2. Karel Jan Nepomuk (1. 3. 1765 Vídeň – 24. 12. 1795 tamtéž), státní úředník, zahynul v souboji, majitel panství Moravský Krumlov, ∞ 1789 Marianna hraběnka von Khevenhüller-Metsch (19. 11. 1770 Vídeň – 10. 8. 1849 tamtéž), dáma Řádu hvězdového kříže
- 3. Josef Václav (21. 8. 1767 Vídeň – 30. 7. 1842 tamtéž), původně kněz, později c. k. generálmajor, svobodný a bezdětný
- 4. Emanuel Kašpar (6. 1. 1770 – 20. 2. 1773)
- 5. Mořic Josef Jan (21. 7. 1775 – 24. 3. 1819), c. k. polní podmaršál, majitel panství Velké Meziříčí, ∞ 1806 Marie Leopoldina princezna Esterházyová z Galánty (31. 1. 1788, Vídeň – 6. 9. 1846), dáma Řádu hvězdového kříže
- 6. František Alois Kryšpín (26. 10. 1776 – 27. 6. 1794), c. k. hejtman, padl ve válce proti revoluční Francii v Ypres v Belgii
- 7. Alois Gonzaga (1. 4. 1780 Vídeň – 4. 11. 1833 Praha), c. k. polní zbrojmistr, vojevůdce napoleonských válek, zemský velitel na Moravě (1826–1829) a v Čechách (1829–1833)

Starší sestra Karlovy manželky Marie Leopoldina (1741–1795) byla provdaná za knížete Arnošta Kryštofa z Kounic.